# Škoda Citigo
Škoda Citigo – samochód osobowy klasy aut miejskich produkowany pod czeską marką Škoda w latach 2011 - 2019.

## Historia i opis modelu

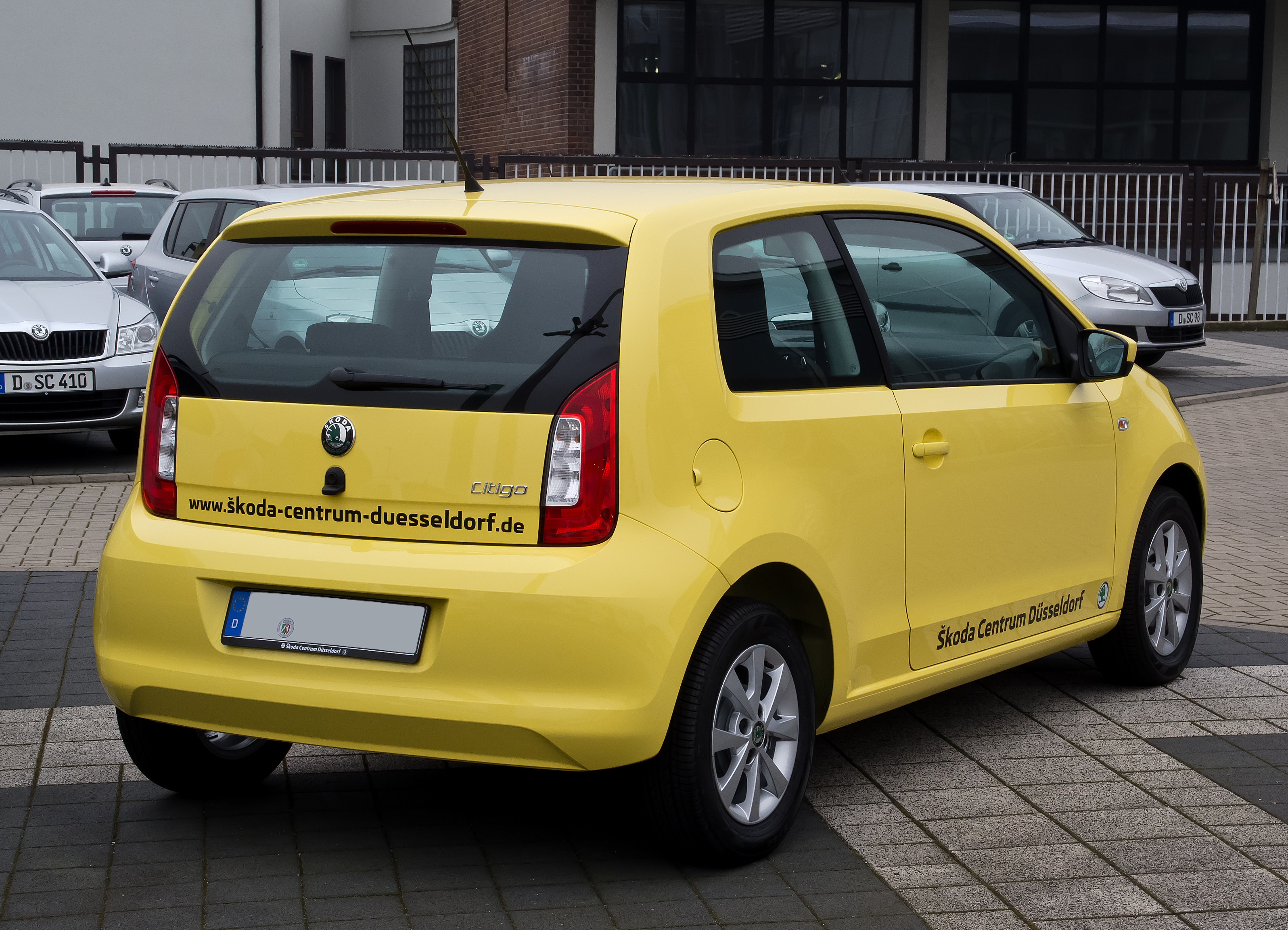
Škoda Citigo 3d - tył przed liftingiem

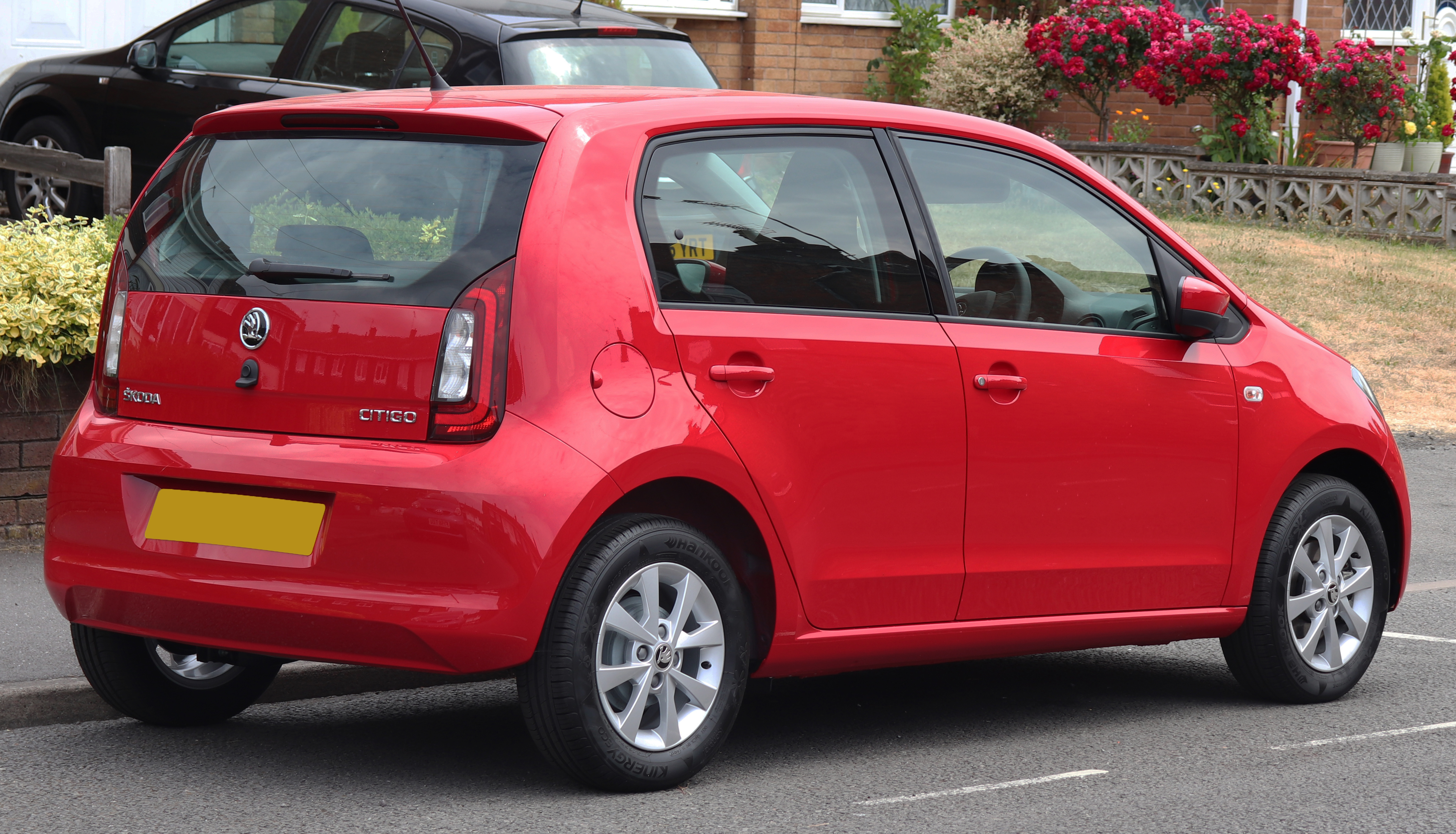
Škoda Citigo - tył po liftingu

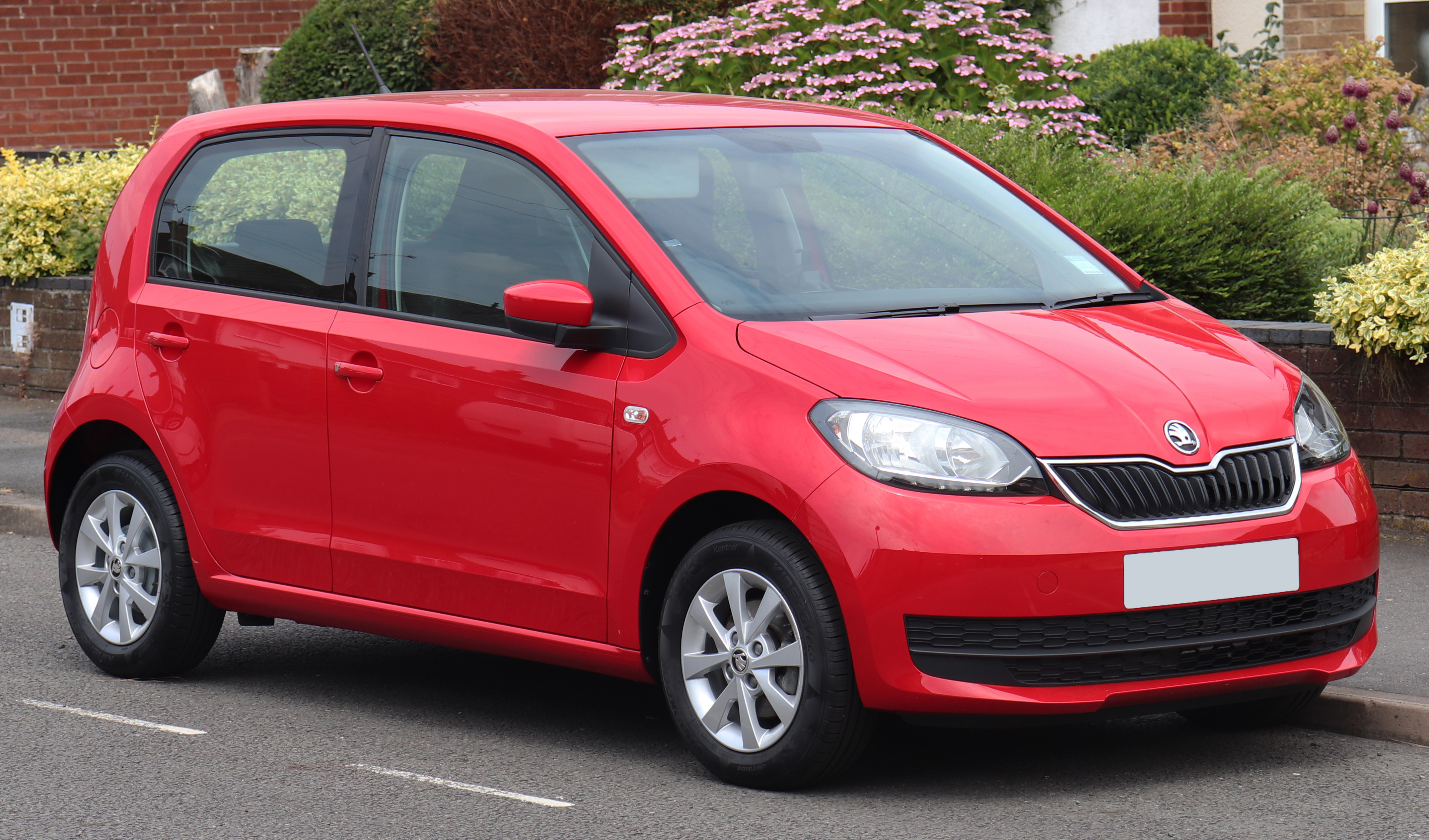
Škoda Citigo po liftingu

Samochód został po raz pierwszy zaprezentowany w 2011 roku jako bliźniacza odmiana Volkswagena up! oraz Seata Mii. Początkowo pojazd oferowany był wyłącznie jako trzydrzwiowy hatchback. W 2012 roku do palety nadwoziowej dołączyła wersja pięciodrzwiowa. W stosunku do swoich bliźniaczych modeli pojazd różni się m.in. pasem przednim oraz klapą bagażnika, a także wnętrzem.
Pod koniec 2014 roku do rocznika modelowego 2015 do listy opcjonalnego wyposażenia dodano m.in. światła do jazdy dziennej wykonane w technologii LED, nowy wzór kierownicy, a także uchwyt na urządzenia multimedialne oraz kosz na śmieci.
W 2016 roku sprzedano w Polsce 2883 egzemplarze Skody Citigo, dzięki czemu zajęła 41 lokatę wśród najchętniej wybieranych samochodach w kraju.

### Wyposażenie
- Easy
- Active
- Ambition
- Elegance
- Sport
- Style
- Active Pro – edycja specjalna przeznaczona na rynek holenderski wyposażona m.in. w system audio CD/MP3, klimatyzację z filtrem przeciwpyłkowym, niebieską tapicerkę oraz niebieskie akcenty na kokpicie, a także elektryczne sterowanie szyb, zamek centralny oraz 14-calowe felgi[8].
- Monte Carlo
- Fun

Standardowe wyposażenie podstawowej wersji Easy pojazdu obejmuje m.in. system ESP oraz przednie i boczne poduszki powietrzne. Wersja Active dodatkowo wyposażona jest m.in. w zamek centralny, elektryczne sterowanie szyb przednich, wspomaganie kierownicy, regulowany na wysokość fotel kierowcy. Wersja Ambition dodatkowo wyposażona jest m.in. w radio oraz klimatyzację. Wersja Sport charakteryzuje się 15-calowymi alufelgami, dodatkowymi dokładkami zderzaków, imitacją dyfuzora, dwukolorową tapicerką oraz skórzaną trójramienną kierownicą i dźwignią zmiany biegów.
Opcjonalnie pojazd wyposażyć można w system City Safe Drive, czyli system awaryjnego hamowania, a także po raz pierwszy montowaną w modelu Škody przenośną nawigację satelitarną, tylne czujniki parkowania, przednie światła przeciwmgłowe, podgrzewanie oraz elektryczne sterowanie lusterek.